# Urbano Espinosa
Urbano Espinosa Ruiz (El Rasillo de Cameros-La Rioja, 9 de diciembre de 1945) es un profesor Honorífico de la Universidad de La Rioja, de la cual fue catedrático de Historia Antigua hasta su jubilación, y rector entre 1994 y 2001.

## Carrera docente
Accedió a la Universidad por la vía de acceso para mayores de 25 y se licenció en Historia en la Universidad Complutense de Madrid, donde se doctoró en 1981 y de la que fue profesor contratado entre 1978 y 1983. Ese año logró una plaza de profesor adjunto (reconvertida por la Ley de Reforma Universitaria de 1983 en Profesor Titular).
En el curso 1989-1990 se incorporó al campus de Logroño de la Universidad de Zaragoza dentro del Colegio Universitario de La Rioja, embrión de la actual Universidad de La Rioja, de la que es catedrático de Historia Antigua desde 1994 hasta el 2016, año el cual se jubiló.

## Labor investigadora
Su tesis doctoral, dirigida por José María Blázquez Martínez, lleva por título Debate Agrippa-Maecenas en Cassius Dio. Una respuesta política a los problemas del Imperio Romano en época severiana fue defendida en 1981 en la Universidad Complutense de Madrid.
Fue becario de la Fundación Alexander von Humboldt (Alemania), ha desarrollado estancias de estudio e investigación en las universidades alemanas de Colonia y de Heidelberg y en las francesas de Toulouse y París IV-Soborna; y ha colaborado en el proyecto de Instituto Arqueológico Alemán (Munich) para la reedición del Corpus Inscriptionum Latinarum II (Hispania).
Urbano Espinosa ha desarrollado su investigación científica en una doble línea básica: los aspectos políticos del Imperio Romano entre los siglos II-III d. C. y la romanización de los pueblos hispanos. Dentro de esta última línea varios trabajos suyos se han centrado en los actuales territorios de Soria y La Rioja, destacando los estudios de la antigua Celtiberia, así como la realización de campañas de excavaciones arqueológicas en diversos yacimientos del valle del Ebro (Calagurris, Vareia y el valle de Ocón).
En el marco de su actividad investigadora ha participado en numerosos congresos y reuniones científicas relacionadas con sus líneas de trabajo. Entre otros libros ha publicado La ciudad hispano-romana, Prehistoria e historia antigua, Epigrafía antigua de La Rioja, El debate de Agrippa-Mecenas en Don Cassio, Calagurris Iulia, Comunidades locales y dinámicas de poder en el norte de la Península Ibérica durante la Antigüedad tardía, Administración y control territorial en el Imperio Romano: una aproximación histórica y Gentes y pueblos de Ocón: imágenes de la vida tradicional.
Ha participado en proyectos de investigación como la Historia de la ciudad de Logroño (1994) y Lo sagrado en el proceso de municipalización de las provincias occidentales del Imperio Romano.
Ha dirigido las revistas "Iberia", de la Universidad de La Rioja, y "Valle de Ocón", esta última editada por la Sociedad para el Desarrollo del Valle de Ocón que también preside.
A raíz de su jubilación, la Universidad de La Rioja publicó la obra Studia Historica Honorem Urbano Espinosa, a modo de homenaje, y recientemente ha editado La iglesia tardoantigua de Parplinas (Pipaona de Ocón, La Rioja).

## Rector de la Universidad de La Rioja
Entre 1992 y 1994 fue vocal de la Comisión Gestora de la Universidad de La Rioja, ejerciendo primero las funciones de Vicerrector de Estudiantes y Extensión Universitaria y luego las de Vicerrector de Desarrollo Universitario.
En 1994 se presentó a las elecciones a rector de la Universidad de La Rioja que se celebraron el 25 de abril, venciendo al otro candidato, Carmelo Cunchillos. Urbano Espinosa fue reelegido en el 21 de diciembre de 1995, después de aprobarse los primeros Estatutos de la UR, convirtiéndose en el primer rector "estatutario" del campus riojano. En 1999 fue reelegido de nuevo y el 22 de marzo de 2001 presentó su renuncia al cargo ante el Claustro.
Ha sido miembro del Claustro de la Universidad de La Rioja, director del Departamento de Ciencias Humanas y miembro de la Comisión Regional de Patrimonio. Ha sido director de la Universidad de la Experiencia de la Universidad de La Rioja, de la que dio su primera lección inaugural en noviembre de 2005.

## Cargos, honores y distinciones
- Medalla de Honor de la Universidad Complutense de Madrid.
- Medalla de Honor de la Universidad de La Rioja.
- En su condición de rector de la Universidad de La Rioja, en 1999 recogió la Medalla de La Rioja concedida por el Gobierno regional al campus.
- Insignia de San Bernabé 2021 concedida por el Ayuntamiento de Logroño[18]

| Predecesor: Pedro J. Campos | Rector de la Universidad de La Rioja 1994-2001 | Sucesor: Carmen Ortiz Lallana |

| Predecesor: Alicia Pérez de Albéniz | Director de la Universidad de la Experiencia 2013-2017 | Sucesor: Eduardo Fonseca Pedrero |

| Predecesores: Fernando Lázaro, Manoli Muro, Joaquín Yangüela y María Jesús Romero | Insignia San Bernabé 2021 (junto a Teo Martínez, Colo Cortés e Isabel Gago) | Sucesor: Alejandro Bezares González, Luz Hernáez Hierro y Luis Javier Rodríguez |